# インドシアル
インドシアル(インドネシア語: Indosiar)は、インドネシアの無線テレビネットワークである。 全国的にUHFで放送されており、1995年1月11日に設立されたアナログPALテレビでインドネシア列島全体で受信できる。

インドシアールの旧ロゴ